# Пуруль

Пуруль — гора в Чивчинских горах (часть Мармарошского массива). Расположена на юге  Верховинского района  Ивано-Франковской области, юго-восточнее села  Буркут.
Высота 1616,8 м. Гора массивная, расположена на главном хребте Чивчинских гор. Вершина незалесненная, склоны сравнительно пологие (кроме западного и южного). Севернее расположена гора Пирэ (1574 м), на юго-восток — гора  Коман (1723,6 м).
Через вершину Пуруля с юго-востока на север проходит украинско-румынская граница, поэтому большая часть горы расположена в пределах Румынии.
Название горы в переводе с румынского означает чистый.